# You & Me (ジェニーの曲)
「You & Me」（あなたと私）は、BLACK PINKのメンバー・ジェニーのシングル。2023年10月6日発売。パク, ヴィンスと24の共同作曲。

## ミュージックビデオ
この曲のミュージックビデオはイ・ハンギョルがプロデュースし。

## 曲リスト

### 配信
- 1. "You & Me" – 2:59
- 2. "You & Me" Coachella Version – 2:59